# Amtsgericht Hagenow

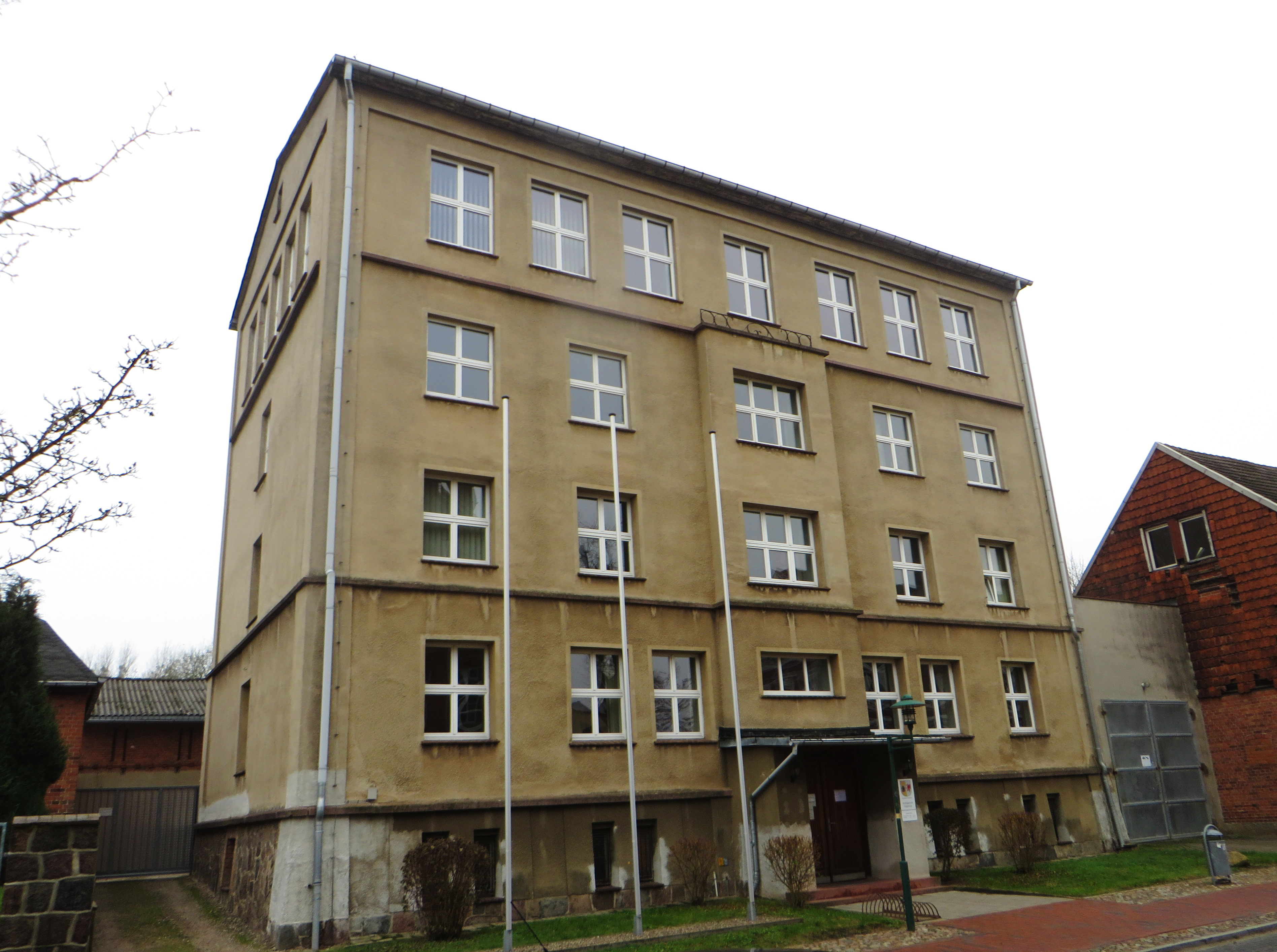
Gebäude des Amtsgerichts Hagenow in der Augustenstraße 8 (2014)

Das Amtsgericht Hagenow war ein Gericht der ordentlichen Gerichtsbarkeit, zuletzt des Landes Mecklenburg-Vorpommern, im Bezirk des Landgerichts Schwerin. Im Rahmen der Gerichtsstrukturreform wurde es am 16. März 2015 aufgehoben.

## Geschichte

### Mecklenburg-Schwerin
In Hagenow befanden sich vor 1879 ein Großherzogliches Amtsgericht Hagenow und Toddin, ein Großherzogliches Stadtgericht Hagenow, das  Magistratsgericht Hagenow und Patrimonialgerichte als Eingangsgerichte.
Im Rahmen der Reichsjustizgesetze wurden die bestehenden Gerichte des Großherzogtums Mecklenburg-Schwerin aufgelöst und Amts-, Landes- und Oberlandesgerichte gebildet. Das Amtsgericht Hagenow war dem Landgericht Schwerin und dem Oberlandesgericht Rostock nachgeordnet. Am Gericht bestanden 1880 zwei Richterstellen, und es war für 15.889 Gerichtseingesessene zuständig. Das Amtsgericht war damit ein mittelgroßes Amtsgericht im Landgerichtsbezirk.
Sein Gerichtsbezirk umfasste die Stadt Hagenow mit Bahnhof und Friedrichshof, aus dem Dominialamt Hagenow Bakendorf (Hof und Dorf), Bandenitz, Besendorf, Bresegard (Hof und Dorf), Gammelin (Hof und Dorf), Gramnitz, Granzin, Grünenhof, Hagenower Haide, Hoort, Jasnitz, Kirch Jesar mit Klüßer Mühle und Krug, Kraak mit Neu-Mühle, Groß Krams, Kuhtorf mit Eichhof, Moraas, Pätow (Hof, Dorf und Pätower Steegen), Picher, Radelübbe mit Rother Mühle und Krug sowie Sandkrug, Rastow mit Achterfeld, Redefin (Hof und Dorf), Schwaberow, Strohkirchen, Sudenhof, Toddin (Hof und Dorf), Uelitz mit Pulverhof, Viez, Alt Zachun, Warsow (Hof und Dorf), Neu Zachun (Hof und Dorf), aus dem ritterschaftlichen Amt Schwerin Setzin, Warlitz mit Neuenrode, aus dem ritterschaftlichen Amt Wittenburg Ruhethal, Scharbow mit Bellevue und Zapel.

### DDR und danach
Im Jahre 1945 wurde das Amtsgericht Lübtheen kriegsbedingt aufgehoben und als Nebenstelle des Amtsgerichts Hagenow weitergeführt. Das Amtsgericht Boizenburg, welches bereits von 1943 bis 1948 eine Zweigstelle des Amtsgerichts Hagenow war, ist zum 1. Januar 1950 erneut zu dessen Zweigstelle umgewandelt worden. In der DDR wurden die Amtsgerichte 1952 aufgelöst und einheitlich Kreisgerichte gebildet. Hagenow kam zum Kreis Hagenow und es entstand so das Kreisgericht Hagenow, welches dem Bezirksgericht Schwerin nachgeordnet war. Nach dem Zusammenbruch der DDR wurden die Kreisgerichte durch das Gerichtsstrukturgesetz wieder aufgehoben und erneut Amtsgerichte gebildet. In Hagenow entstand damit das Amtsgericht Hagenow neu.

### Gerichtssitz und -bezirk nach der DDR-Zeit

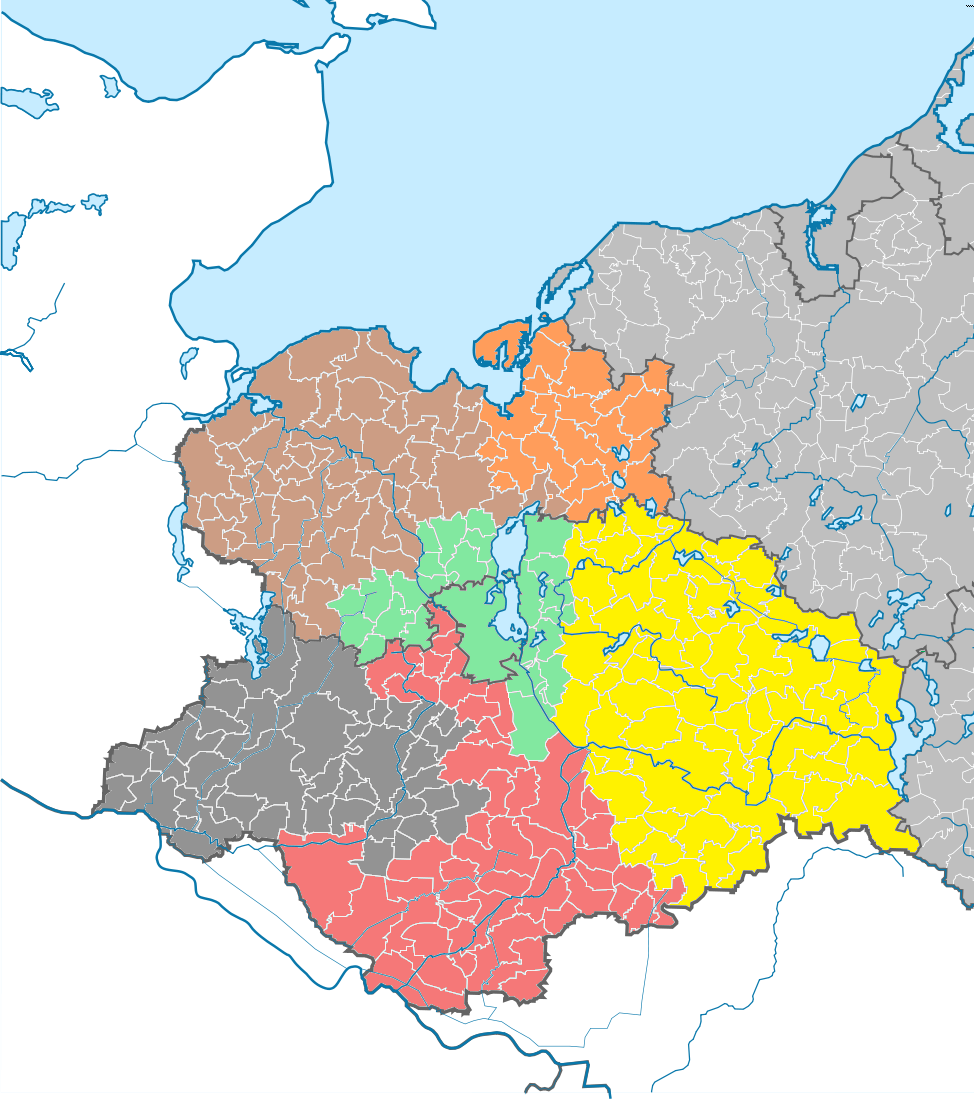
Gerichtsbezirke der dem LG Schwerin nachgeordneten Amtsgerichte bis zum 5. Oktober 2014
AG Grevesmühlen
AG Schwerin
AG Hagenow
AG Ludwigslust
AG Wismar
AG Parchim

Das Gericht hatte seinen Sitz in der Stadt Hagenow.
Der Gerichtsbezirk umfasste das Gebiet der folgenden Städte und Gemeinden.
| - Alt Zachun, - Bandenitz, - Belsch, - Bengerstorf, - Besitz, - Bobzin, - Boizenburg/Elbe, - Brahlstorf, | - Bresegard bei Picher, - Dersenow, - Gallin, - Gammelin, - Gresse, - Greven, - Groß Krams, - Hagenow, | - Hoort, - Hülseburg, - Kirch Jesar, - Kogel, - Kuhstorf, - Lüttow-Valluhn, - Moraas, - Neu Gülze, | - Nostorf, - Pätow-Steegen, - Picher, - Pritzier, - Redefin, - Schwanheide, - Setzin, - Strohkirchen, | - Teldau, - Tessin bei Boizenburg, - Toddin, - Vellahn, - Warlitz, - Wittenburg, - Wittendörp und - Zarrentin am Schaalsee |

Im etwa 1170 km2 großen Gerichtsbezirk lebten im Jahr 2014 ungefähr 57.000 Einwohner.
Bei der Aufhebung des Gerichtes wurden sämtliche Städte und Gemeinden in den Bezirk des 30 km entfernten Amtsgerichts Ludwigslust eingegliedert. Die Justizministerin Uta-Maria Kuder würdigte das Gericht aus diesem Anlass mit den Worten: „Kleine Amtsgerichte in Mecklenburg-Vorpommern wie das Amtsgericht Hagenow können den Menschen in der Region schon bald keine Garantie für eine ununterbrochene Rechtspflege geben.“

## Gebäude

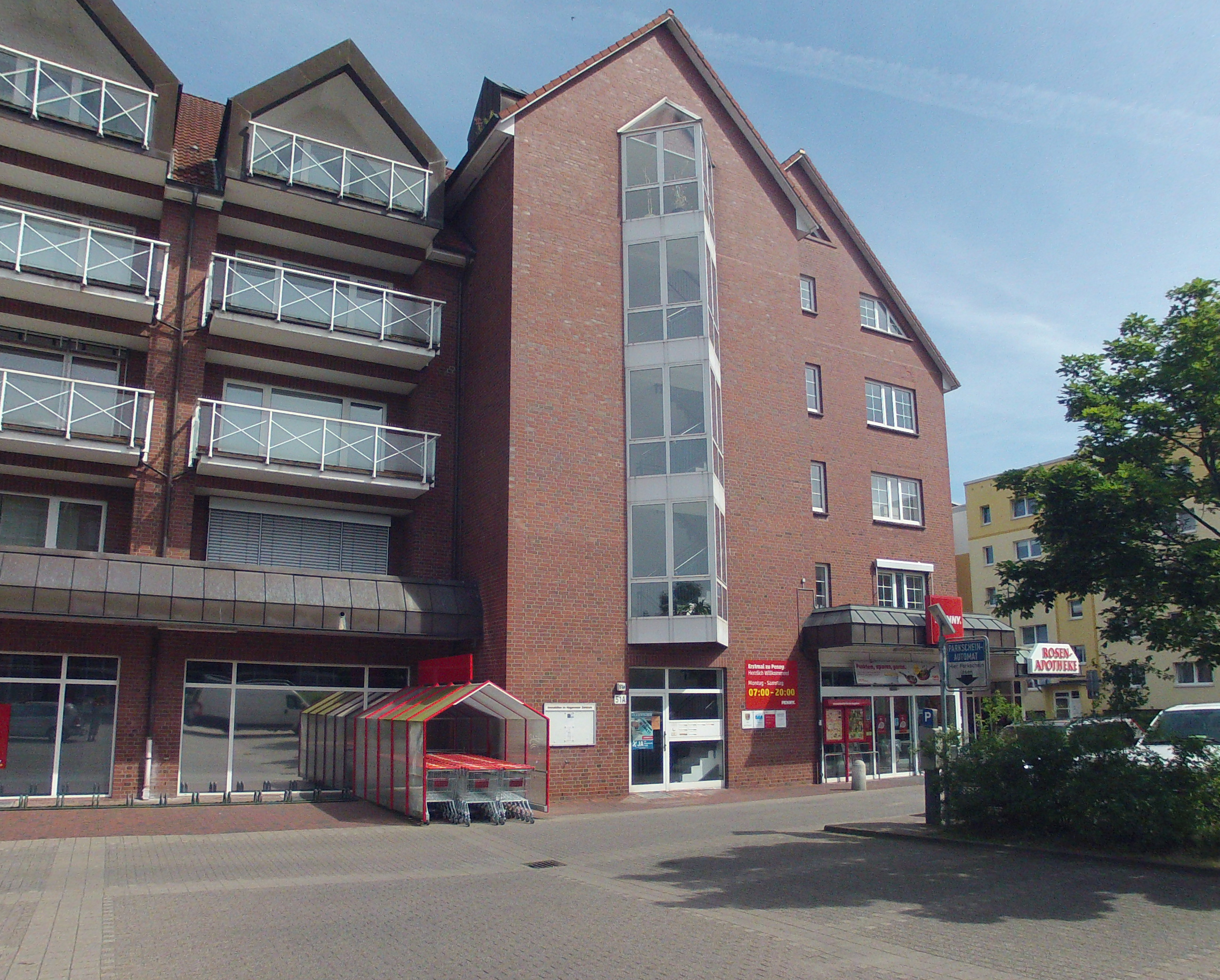
Ehemaliges Gerichtsgebäude in der Möllner Straße 51a (2015)

Das Gericht war in zwei Dienstgebäuden unter den Adressen Möllner Straße 51a und Augustenstraße 8 untergebracht.

## Übergeordnete Gerichte
Dem Amtsgericht Hagenow war das Landgericht Schwerin übergeordnet. Zuständiges Oberlandesgericht war das Oberlandesgericht Rostock.